# Droga wojewódzka 550
Die Droga wojewódzka 550 (DW 550) ist eine 27 Kilometer lange Droga wojewódzka (Woiwodschaftsstraße) in der polnischen Woiwodschaft Kujawien-Pommern, die Chełmno mit Unisław verbindet. Die Strecke liegt im Powiat Chełmiński.

## Streckenverlauf
Woiwodschaft Kujawien-Pommern, Powiat Chełmiński
-  Chełmno (Culm/Kulm) (DK 91, DW 245)
- Kałdus (Kaldus)
- Starogród (Althausen)
-  Borówno (Kulmischborau) (DW 248)
- Kokocko (Kokotzko)
- Błoto (Blotto)
-  Unisław (Unislaw) (DW 551, DW 576, DW 597)